# 青龍 (後燕)
青龍（せいりゅう）は、五胡十六国時代、後燕の君主蘭汗の治世で使用された元号。398年4月 - 7月。

## 西暦・干支との対照表
| 青龍 | 元年  |
| 西暦 | 398年 |
| 干支 | 戊戌  |